# Acantholimon sirchense
Acantholimon sirchense är en triftväxtart som beskrevs av Mostafa Assadi och Mirtadz. Acantholimon sirchense ingår i släktet Acantholimon och familjen triftväxter. Inga underarter finns listade i Catalogue of Life.